# Lázeňský dům Machnáč
Lázeňský dům Machnáč (taky Léčebný dům Machnáč, původně Masarykův léčebný dům pro Nemocenskou pojišťovnu soukromých úředníků a zřízenců) je budova ozdravovny v lázeňském městě Trenčianske Teplice postavena podle návrhu architekta Jaromíra Krejcara v letech 1930 až 1932. Patří mezi nejvýznamnější díla funkcionalistické architektury na Slovensku a je prohlášen národní kulturní památkou. Od roku 2001 je léčebný dům uzavřený, opuštěný a chátrá.

## Historie

### Soutěž
V roce 1929 proběhla architektonická soutěž vypsaná Nemocenskou pokladnou soukromých úředníků a zřízenců v Praze, tedy pojišťovnou s působností v celém tehdejším Československu. Jednalo se o jednu z největších soutěží v meziválečném období v Československu, kdy návrhy doručilo až 61 soutěžních týmů. První cenu získal se svým návrhem monobloku Jaromír Krejcar. V průběhu následných projekčních prací však architekt původní symetrický koncept ze soutěže částečně přepracoval až do výsledné podoby, ve které byla ozdravovna postavena.

### Výstavba
Stavbu prováděla od roku 1930 bratislavská filiálka stavební firmy Václav Nekvasil za použití stavebních výrobků vysokého technického a materiálového standardu té doby. Speciální posuvně-skládací okna pokojů, která umožňovala naprosté odstranění bariéry skla mezi interiérem a exteriérem, dodala bratislavská firma Kraus. Ozdravovna byla dokončena v roce 1932 a zařadila se mezi nejdražší objekty v poměru k obestavěnému prostoru v celém Československu.

## Popis

### Urbanismus

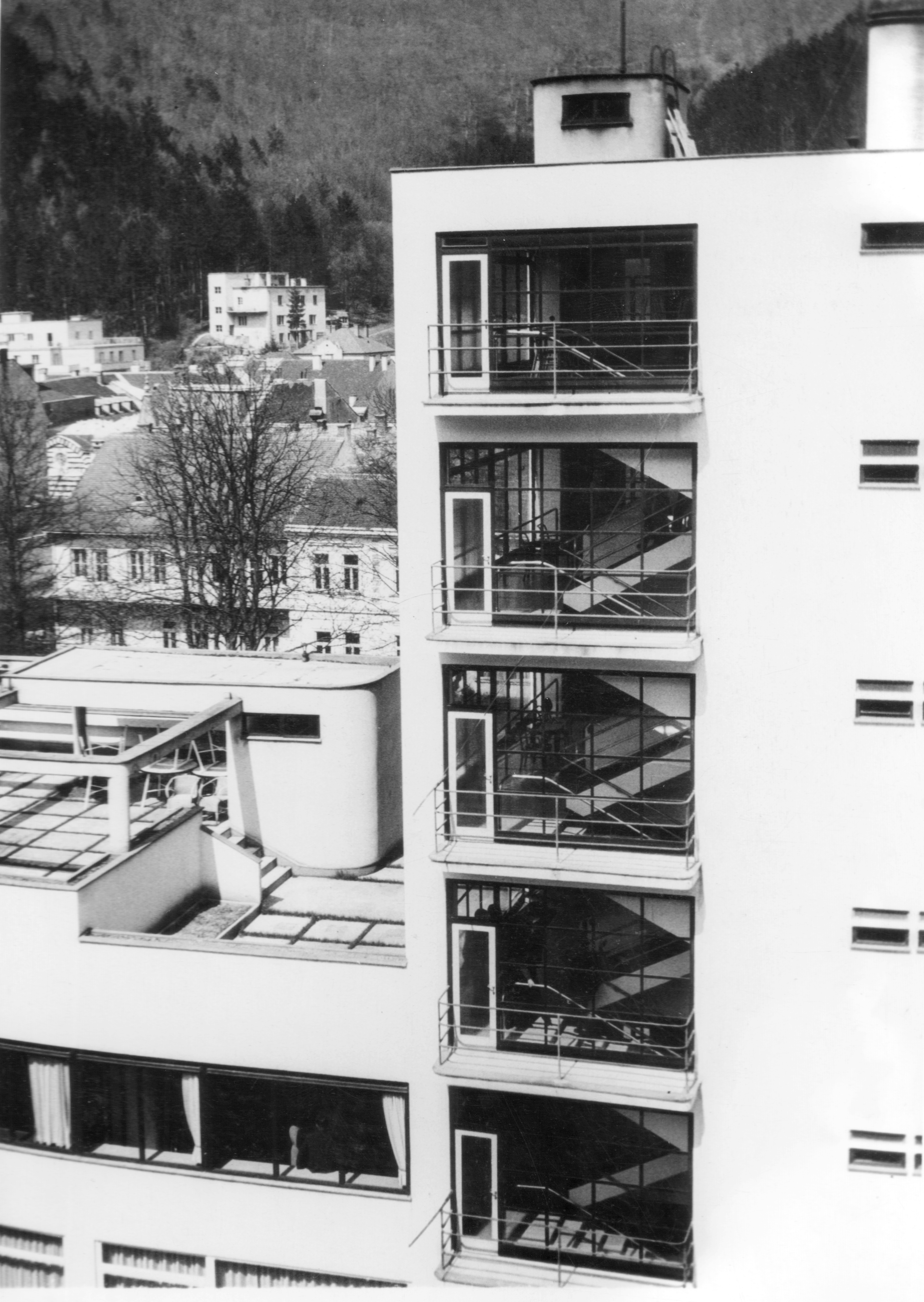
historický pohled z horní terasy

Objekt se nachází na jihovýchodním okraji centra města. Na východní straně k objektu přiléhá lázeňský park. Je situován na úpatí severního svahu přilehlých vrcholů pohoří Strážovské vrchy, mezi kterými je i vrch Machnáč, dle kterého nese sanatorium své jméno.

### Architektura objektu
Dům je uspořádán na půdorysném tvaru nepravidelného písmene T. Pětipodlažní ubytovací část je orientována podél severojižní osy s pokoji s výhledem k východu do lázeňského parku. Z objemu ubytovací části se směrem k západu vystupuje dvoupodlažní trakt společenské části se vstupem, která tvoří nohu pomyslného písmene T. Oba hlavní trakty jsou zakončeny střešní terasou – sluneční lázní se sprchou a pergolou. Ubytovací část byla uspořádaná formou dvoutraktu a poskytovala jednomístné a dvoumístné pokoje pro celkem 110 pacientů. Ve společenské části se na přízemí nacházela jídelna s navazující velkorysou terasou.
Objekt je vrcholným dílem Jaromíra Krejcara. Uplatnil na něm principy funkcionalistické architektury a vytvořil vizuálně podmanivou kompozici hmoty i jednotlivých fasád. Východní fasáda objektu s balkóny je i díky skvěle zvládnutým proporcím velice působivá a je možné shledat jistou podobnost s fasádou internátu Bauhausu od Waltera Gropia. Eleganci stavby pak podtrhují stavebně technické detaily, jako zaoblená nároží nebo detaily zábradlí odkazující k častému zdroji inspirace funkcionalismu – zaoceánským lodím.

## Památková hodnota
O výjimečnosti tohoto architektonického díla svědčí fakt, že mezi zapsané kulturní památky byla budova zařazena již v roce 1969, tedy pouhých 37 let od svého dokončení. V roce 1995 byl objekt rozhodnutím Ministerstva kultury Slovenské republiky prohlášen národní kulturní památkou.

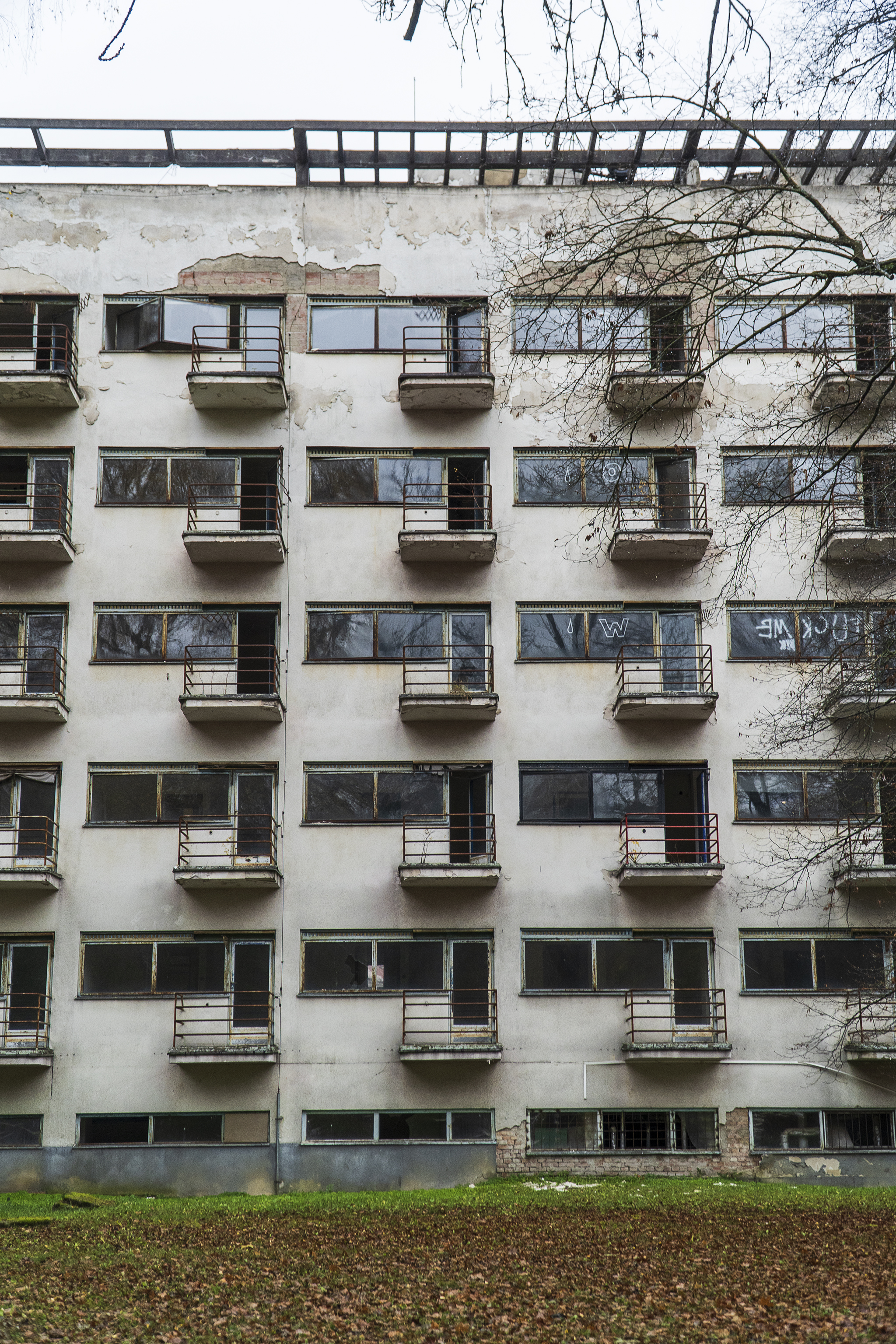
chátrající východní fasáda

### Současnost
V roce 2001 byl v objektu ukončen provoz a od té doby dům postupně chátrá, od roku 2012 vlastník - Keorlen Trade s.r.o., se sídlem v Uherském Hradišti nezabezpečuje vchod do objektu v havarijním stavu. Probíhají snahy o záchranu lázeňského domu a je i vedeno řízení o vyvlastnění objektu právě z důvodu jeho havarijního stavu. Toto řízení o vyvlastnění kulturní památky je první svého druhu v celém bývalém Československu. Zasazuje se o něj zejména Společnost Jaromíra Krejcara,jejich záchrannou akci podpořila i odborná porota CE ZA AR Slovenské komory architektů. 